# Один за всех!
Один за всех! — советский короткометражный музыкальный телефильм 1985 года. Своеобразный бенефис Николая Караченцова, снятый ленинградским режиссёром Олегом Рябоконём.

## Сюжет
Действие происходит в Ленинграде. Кругом расклеены афиши — «Скоро на экранах». По городу в такси едет Он — тот, кто изображён на этих афишах. Он подъезжает к студии Ленинградского телевидения. Его встречают и приводят в группу фильма «Один за всех». Ему рады, его приглашают сниматься в кино. Это будет Его фильм, говорят все, трудностей не будет, все трюки будет исполнять дублёр. Напротив героя сидит человек — его точная копия. Это и есть дублёр. Он так хорошо выполнил все трюки, что теперь уже его приглашают сниматься. Это будет Его фильм, убеждают его, а все трюки выполнит дублёр. И в группе появляется… точная копия дублёра….

## История создания
Действие эксцентрической музыкальной комедии построено как фильм в фильме, рассказ о том, как создаётся кино. На экране происходит смена эпох, а реальная жизнь переходит в фильм, рождающийся на глазах зрителя. Сценарий писался специально для Николая Караченцова, который играл две роли — «Популярный артист» и «Дублер».

## В ролях
- Николай Караченцов
- Ирина Селезнёва
- Светлана Григорьева
- Евгений Тиличеев
- Валерий Криштапенко
- Ирина Киселёва
- Гелена Ивлиева
- Сергей Мучеников
- Наталья Коновалова

## Съёмочная группа
- Сценарий Бориса Пургалина
- Постановщик трюков — Анатолий Ходюшин
- Постановка Олега Рябоконя
- Оператор-постановщик — Николай Горский
- Художник-постановщик — Николай Субботин

## Песни и музыка, прозвучавшие в фильме
- «Снимается кино» (музыка Анатолия Кальварского, слова Олега Рябоконя), исполняет Николай Караченцов.
- «Если ты идёшь к любимой…» (русский текст песни «Битлз» «Girl»), исполняет Николай Караченцов.
- «Цепи любви» (музыка и слова Вячеслава Малежика), исполняет Николай Караченцов.
- «Удача» (музыка Вячеслава Малежика, слова Павла Хмары), исполняет Николай Караченцов.
- «Здравствуй» (русский текст песни Джо Дассена «Salut»), исполняет Николай Караченцов.
- «Сентябрь» (музыка Вячеслава Малежика, слова Сергея Таска), исполняет Николай Караченцов.
- «Песня Мэкки-ножа» (музыка Курта Вайля, слова Бертольда Брехта), исполняет Николай Караченцов.
- «My way» («Мой путь», музыка Клода Франсуа).
- «Весёлый ковбой» (музыка Валерия Севастьянова, слова Алексея Римицана), исполняет Николай Караченцов.
- «Я верю!» (музыка Вячеслава Малежика, слова Михаила Танича), исполняет Николай Караченцов (песня «Я верю!» была записана для фильма, но при монтаже не вошла в него. На финальных титрах лишь звучит инструментальная мелодия этой песни).

## Факты
В фильме «Один за всех!» Николай Караченцов сыграл без дублёра.